# Tamazour
Der Tamazour ist ein 1128 m hoher Berg im Gebirge Aïr in Niger.

## Geographie
Der Berg erhebt sich etwa 70 Kilometer nördlich des Hauptorts der Landgemeinde Iférouane, die zum gleichnamigen Departement Iférouane in der Region Agadez gehört. Er befindet sich im zum UNESCO-Welterbe zählenden Naturschutzgebiet Aïr und Ténéré. Nördlich des Tamazour verläuft das Trockental Iwelen mit einem bedeutenden archäologischen Fundplatz mit Felsbildern und Gräberfeldern.
Es herrscht das Klima der Sahara vor, mit einer durchschnittlichen jährlichen Niederschlagsmenge von unter 200 mm. Die Umgebung des Tamazour ist ein Lebensraum für Mähnenspringer. Außerdem finden sich hier vereinzelt Afrikanische Strauße, Damagazellen und Dorkasgazellen.